# Stevens
Stevens foi uma banda de indie rock formada na cidade de São Paulo em 2007 por Lucas Adam (vocal, guitarra e violão), Ricardo (segundo vocal, guitarra, baixo e percussão), Keko (baixo e piano) e Lucas (bateria). A banda lançou seu primeiro álbum, De Zero a Cem, em 23 de julho de 2009, recebendo diversas críticas positivas e do qual foram retirados as canções de sucesso "Parecia Estar" e "O Que Você Sempre Quis".

## Carreira
Em 2007 os adolescentes Adam e Ricardo se tornaram amigos ao compartilhar o fato de ambos cantarem e tocaram guitarra, decidindo montar juntos o Stevens e convidando para se juntar a eles o baixista Keko e o baterista Lucas, irmão de Ricardo. Eles tinham como maior referência bandas de indie rock como The Beatles, Franz Ferdinand, The Killers e The Strokes, além das brasileiras Moptop e Vanguart. No final de 2007 o Stevens venceu o Festival FICO como melhor banda, melhor canção inédita e revelação. No festival a banda conheceu o produtor Wander Taffo, que os colocou nas listas das gravadoras antes de falecer em 14 de maio de 2008. No final de 2008 a banda abriu um show do Jota Quest, onde executivos da Universal assistiram e os contrataram. O primeiro trabalho pela gravadora foi abrir a turnê de Marcelo D2.
Em 5 de junho de 2009 é lançado o primeiro single, "Parecia Estar", cujo videoclipe ficou em primeiro lugar na MTV Brasil por dias. Em 23 de julho de 2009 é lançado o álbum De Zero a Cem, com todas as músicas compostas pelos integrantes e a produção feita por André Jung, ex-baterista do Ira! e dos Titãs. Com a repercussão, a banda começou a ter em torno de 4 mil acessos diários em seu Myspace, derrubando a página devido ao algo tráfego para os padrões da época. Segundo a crítica, o Stevens liderava uma nova geração indie no Brasil. Também foram comprados ao som do Oasis. Em 1 de outubro de 2009 é lançado o segundo single, "O Que Você Sempre Quis", o maior sucesso do grupo e que chegou ao Top10 nas rádios do Brasil. Para encerrar a divulgação do álbum "Zero a Cem" e "Com Você" foram lançadas em 17 de março e 20 de julho de 2010, respectivamente.
Em 10 de maio de 2011 a banda lança o novo single, "Hey!", que liderava o segundo álbum, Stevens, liberado em 21 de julho de 2011 e que trazia também "Izabella", tema de Malhação. Em 12 de setembro de 2012 foi anunciado o fim da banda após três membros terem ingressado na faculdade. Em 20 de março de 2020 a banda se reuniu para lançar o single '"Próxima Estação" nas plataformas digitais.

## Discografia

### Álbuns de estúdio
| Álbum         | Detalhes                                                                                  |
| ------------- | ----------------------------------------------------------------------------------------- |
| De Zero a Cem | - Lançamento: 23 de julho de 2009 - Formatos: CD, download digital - Gravadora: Universal |
| Stevens       | - Lançamento: 21 de julho de 2011 - Formatos: CD, download digital - Gravadora: Universal |

### Singles
| Título                   | Ano  | Álbum         |
| ------------------------ | ---- | ------------- |
| "Parecia Estar"          | 2009 | De Zero a Cem |
| "O Que Você Sempre Quis" | 2009 | De Zero a Cem |
| "Zero a Cem"             | 2010 | De Zero a Cem |
| "Com Você"               | 2010 | De Zero a Cem |
| "Hey!"                   | 2011 | Stevens       |

### Outras aparições
| Título              | Ano  | Outros artistas | Álbum           |
| ------------------- | ---- | --------------- | --------------- |
| "Você Tá Namorando" | 2009 | Manu Gavassi    | Manu Gavassi    |
| "Parecia Estar"     | 2010 | Cine            | Playlist Mix FM |

## Prêmios e indicações
| Ano  | Prêmio                  | Categoria                  | Indicação              | Resultado |
| ---- | ----------------------- | -------------------------- | ---------------------- | --------- |
| 2007 | FICO                    | Melhor Banda               | Stevens                | Venceu    |
| 2007 | FICO                    | Melhor Canção Inédita      | O Que Você Sempre Quis | Venceu    |
| 2007 | FICO                    | Vocalista Revelação        | Adam                   | Venceu    |
| 2009 | Meus Prêmios Nick       | Revelação do Ano           | Stevens                | Venceu    |
| 2009 | Video Music Brasil 2009 | Banda ou Artista Revelação | Stevens                | Indicado  |
| 2010 | Prémio Converge         | Melhor Videoclipe          | O Que Você Sempre Quis | Venceu    |
| 2010 | Prêmio Multishow 2010   | Revelação do Ano           | Stevens                | Indicado  |